# اهروشن (أجدير)
اهروشن هي إحدى مشيخات المملكة المغربية، تتبع جغرافيا لإقليم تازة وإداريًا لأجدير. يقدر عدد سكانها بـ 2654 نسمة حسب الإحصاء الرسمي للسكان والسكنى لسنة 2004.